# Рогізна (притока Сейму)
Рогізна — річка в Росії, у Октябрському районі Курської області. Права притока Сейму (басейн Дніпра).

## Опис
Довжина річки 25 км, площа басейну 225 км².

## Розташування
Бере початок у селі Позднякова. Спочатку тече на південний схід через Дюмина, потім на південний захід понад Авдєєва і на північно-східній стороні від Малютина впадає у річку Сейм, ліву притоку Десни.
Населені пункти вздовж берегової смуги: Нікольське, Провоторова, Касінова, Пижова.